# Autostrada A14 (Belgia)
Autostrada A14 (E17) – autostrada w Belgii o długości 101 km, od 1985 stanowiąca część europejskiej trasy E17 (i tak jest formalnie oznakowana), łącząca Antwerpię, Gandawę, z granicą belgijsko-francuską (tam przechodząca we francuską A22, prowadzącą na przedmieścia Lille).
Wybudowana w latach 1967–1972. Jej pierwszy odcinek oddano do użytkowania 31 maja 1969 (Kruibeke − Anvers Ouest/R1), a ostatni (granica z Francją − parking Rekkem) – 4 listopada 1972.
Na poszczególnych odcinkach autostrada A14 posiada różne przekroje poprzeczne. Na przeważającej długości jest drogą dwujezdniową, o przekrojach jezdni: od 2 × 2 pasy ruchu, przez 2 × 3 pasy ruchu, po 2 × 4 pasy ruchu. Natomiast dwa jej odcinki posiadają cztery jezdnie o przekrojach: 2+2+2+3 (Gent-Centrum − Zwijnaarde) i 2+3+3+2 (Sint-Niklaas-Centrum – Sint-Niklaas-West).
Do 1985 stanowiła część dawnej europejskiej trasy E3 (i tak była formalnie oznakowana), a od jej oznaczenia wziął nazwę jednodniowy wyścig kolarski – E3 Harelbeke.